# Matt McGorry
Matthew „Matt“ McGorry (* 12. dubna 1986, Manhattan, New York) je americký herec. Nejvíce se proslavil rolemi Johna Bennetta v Netflixovém seriálu Holky za mřížemi a Ashera Millstona v seriálu stanice ABC Vražedná práva.

## Životopis
Narodil se na Manhattanu v New York City a začal vystupovat v devíti letech. Navštěvoval Fiorello H. LaGuardia High Sohool a poté Emerson College v Bostonu.

## Kariéra
Svůj televizní debut zažil v roce 2011 v telenovele stanice ABC Life to Live. Později se objevil v seriálech jako Milionový lékař, Super drbna a Lovci zločinu. V roce 2013 získal roli v Netflixovém seriálu Holky za mřížemi, kde hraje strážníka Johna Bennetta.
V roce 2013 získal jednu z hlavních rolí seriálu stanice ABC Vražedná práva. V seriálu hrál studenta práv Ashera Millstoneho.

## Filmografie

### Film
| Rok  | Název                   | Role              | Poznámka            |
| ---- | ----------------------- | ----------------- | ------------------- |
| 2006 | Thursday                | Grey Malcolm      |                     |
| 2006 | Gizor & Gorm            | Gorm              | krátkometrážní film |
| 2008 | Killian                 | Duncan            | krátkometrážní film |
| 2010 | Public Access           | Vlado             | krátkometrážní film |
| 2010 | Afghan Hound            | Tom               |                     |
| 2014 | Ratter                  | Michael           |                     |
| 2015 | How He Fell in Love     | Travis            |                     |
| 2015 | Walk No Shame           |                   | krátkometrážní film |
| 2015 | Loserville              | kouč Casey Harris |                     |
| 2018 | Step Sisters            | Dane              |                     |
| 2017 | Custom Order            | Aaron             | krátkometrážní film |
| 2018 | Fifteen Years Later     | Jason             | krátkometrážní film |
| 2020 | Nalijme si čistého vína | Harvard           |                     |
| 2020 | Death of a Telemarketer | Andy              |                     |

### Televize
| Rok       | Název            | Role                | Poznámka                                                                                           |
| --------- | ---------------- | ------------------- | -------------------------------------------------------------------------------------------------- |
| 2011      | One Life to Live | Spider Man          | 3 díly                                                                                             |
| 2011      | Lovci zločinu    | elektrikář          | díl: „Nepřítel"                                                                                    |
| 2012      | Super drbna      | osobní nákupčí      | díl: „Bláznivá valentýnská láska"                                                                  |
| 2012      | Milionový lékař  | elektrikář          | díl: „You Give Love a Bad Name"                                                                    |
| 2013      | Jak prosté       | strážník Sam Klecko | díl: „Details"                                                                                     |
| 2013–2015 | Holky za mřížemi | John Bennett        | hlavní role, 25 dílů Screen Actors Guild Award v kategorii nejlepší obsazení v komediálním seriálu |
| 2014–2020 | Vražedná práva   | Asher Millstone     | hlavní role, 87 dílů                                                                               |
| 2015      | Public Morals    | pan Ford            | díl: „A Fine Line“                                                                                 |
| 2017      | Souboj playbacků | Sám sebe            | díl: „Matt McGorry vs. Bellamy Young“                                                              |